# 玄吉彦
玄吉彦（韓語：현길언，1940年2月17日—2020年3月10日），男，济州人，韩国小说家。

## 生平
济州道南元人。1965年毕业于济州大学国文科，1968年毕业于成均馆大学。以《玄镇健论》论文获漢陽大學博士学位。1979年在《现代文学》杂志上发表《城墙倒塌的声音》和《选班长》步入文坛。以后继续发表短篇小说《传闻》《归乡》《我们的祖父大人》《遥远的未来》《白色阳光》等，中篇小说《身热》《火与灰》。连作《列传1、2、3》等。小说集有《龙马的梦》。作品多以济州岛富有乡土特色的生活为素材，反映民族分裂悲剧。1985年《身热》获第5届绿园文学奖。1990年获第35届现代文学奖。1992年获大韩民国文学奖。2020年3月10日逝世，终年80岁。